# Gorić
Gorić (Servisch cyrillisch Горић) is een plaats in de Servische gemeente Valjevo. De plaats telt 491 inwoners (2002).

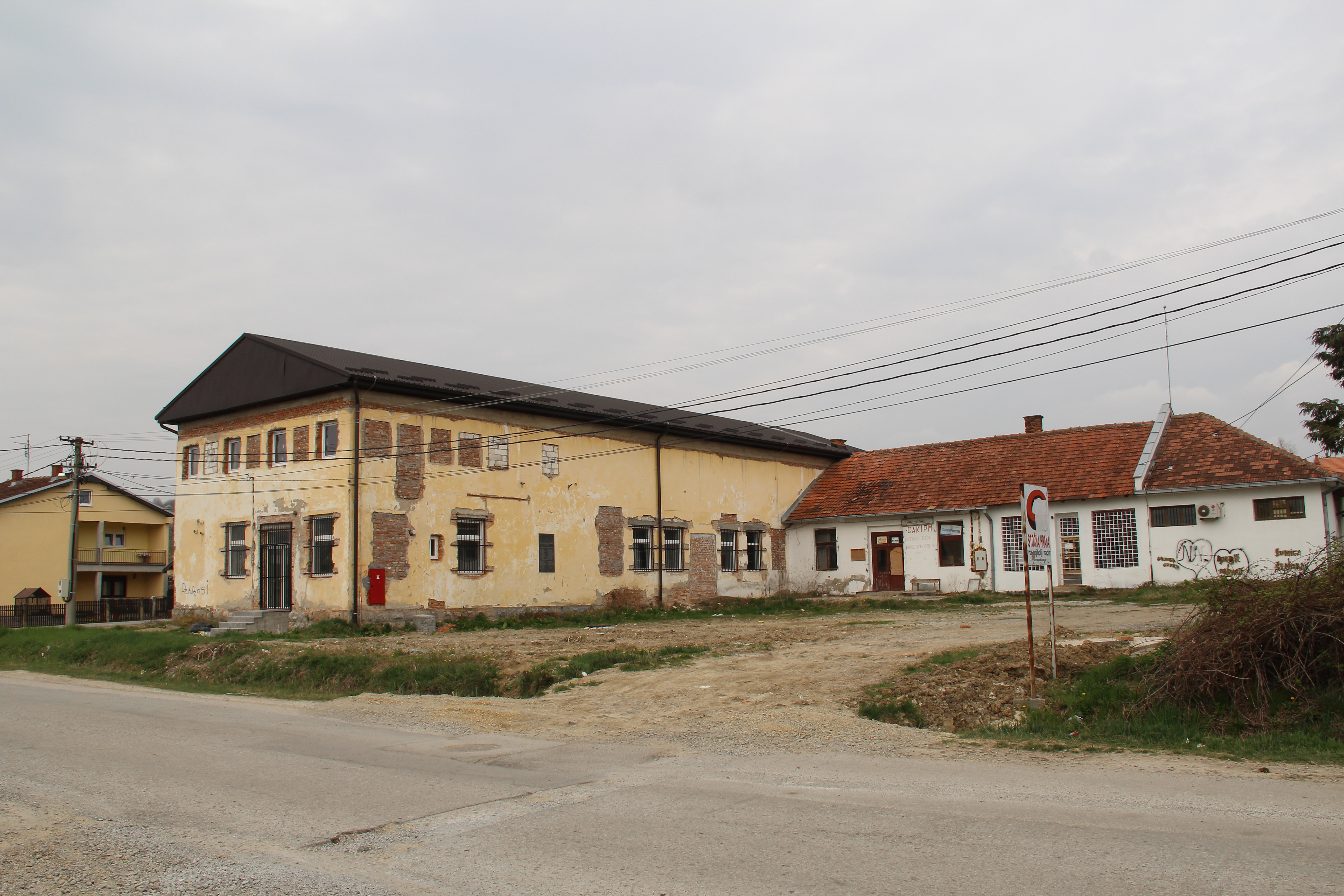
Goric - panorama
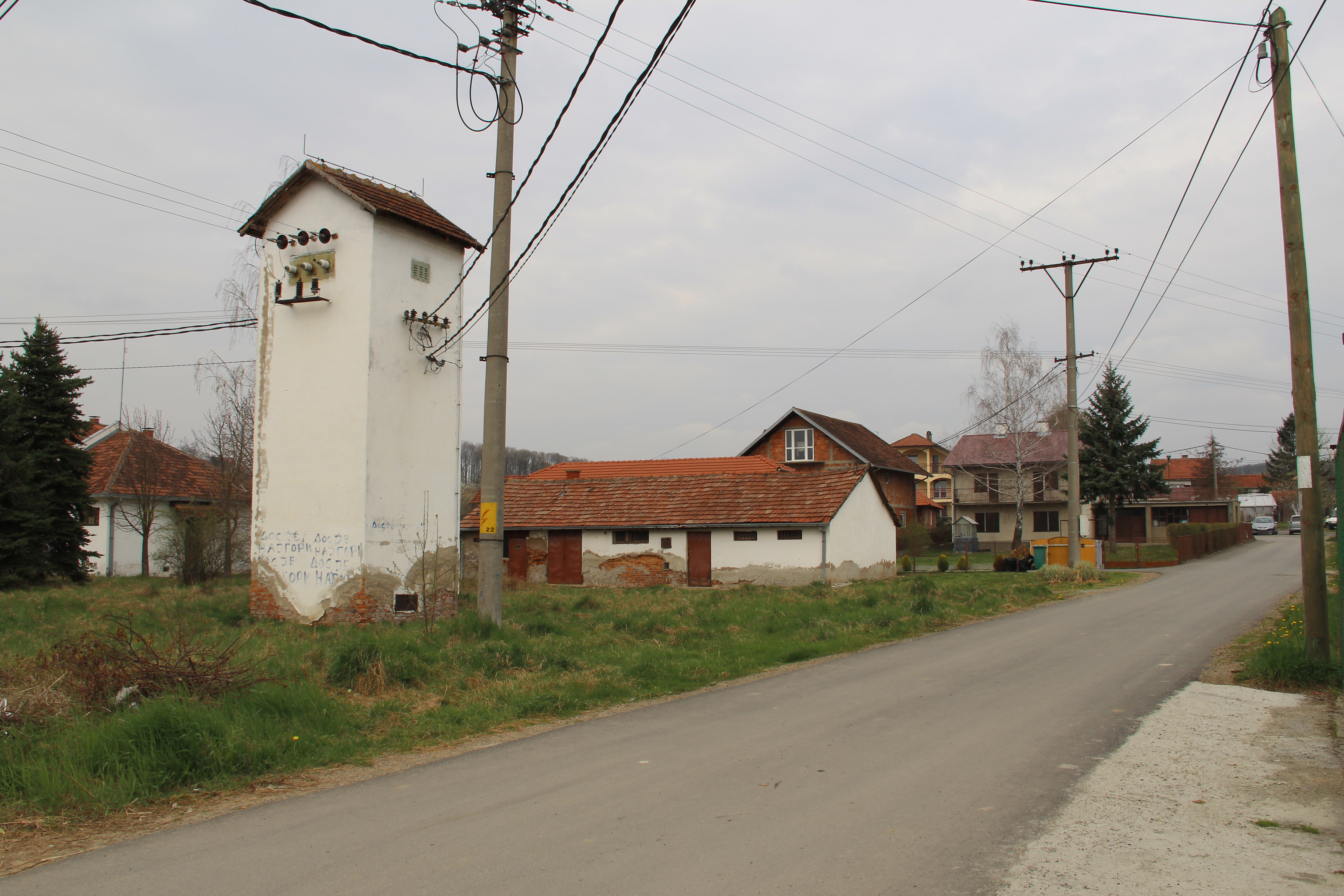
Goric - panorama
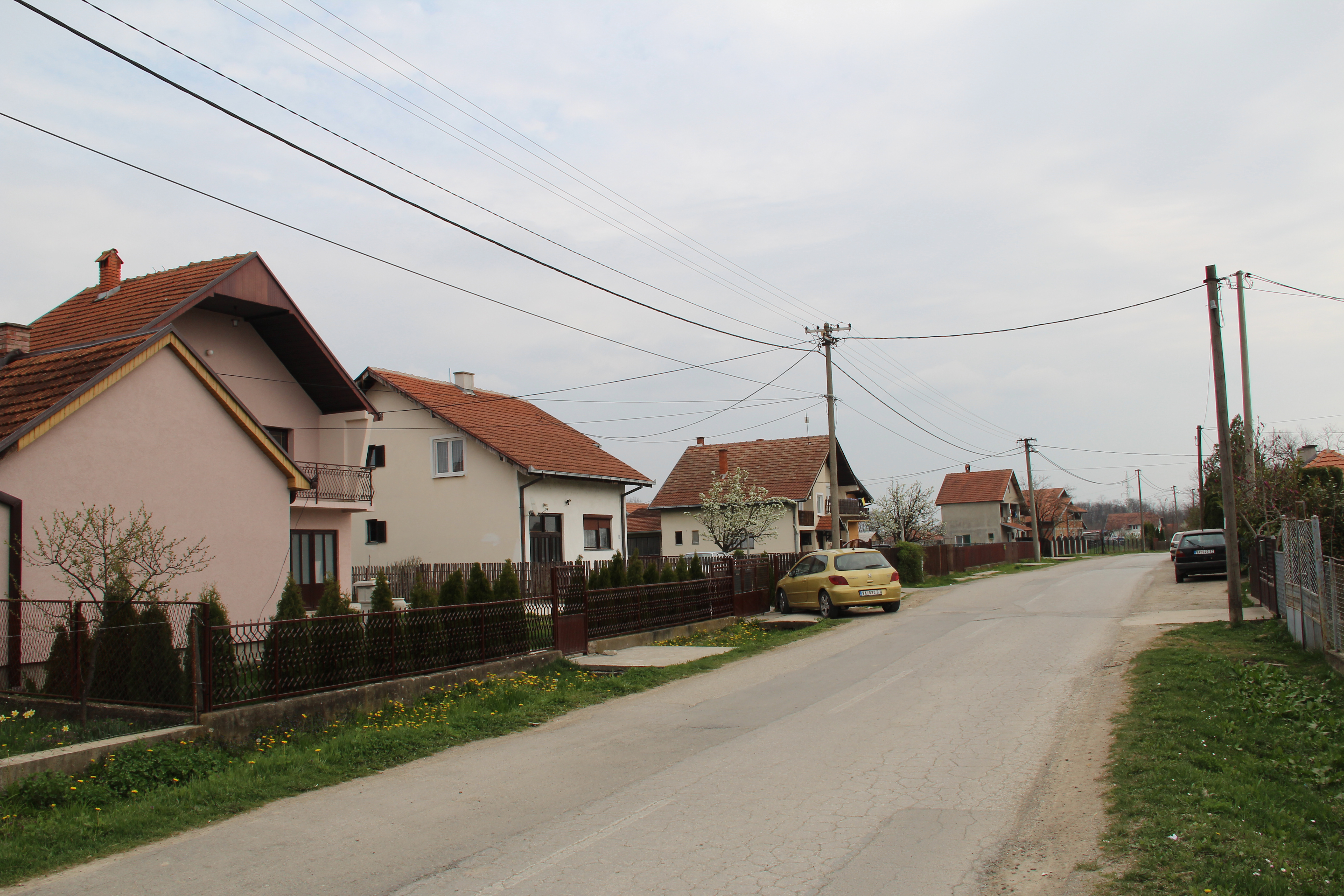
Goric - panorama
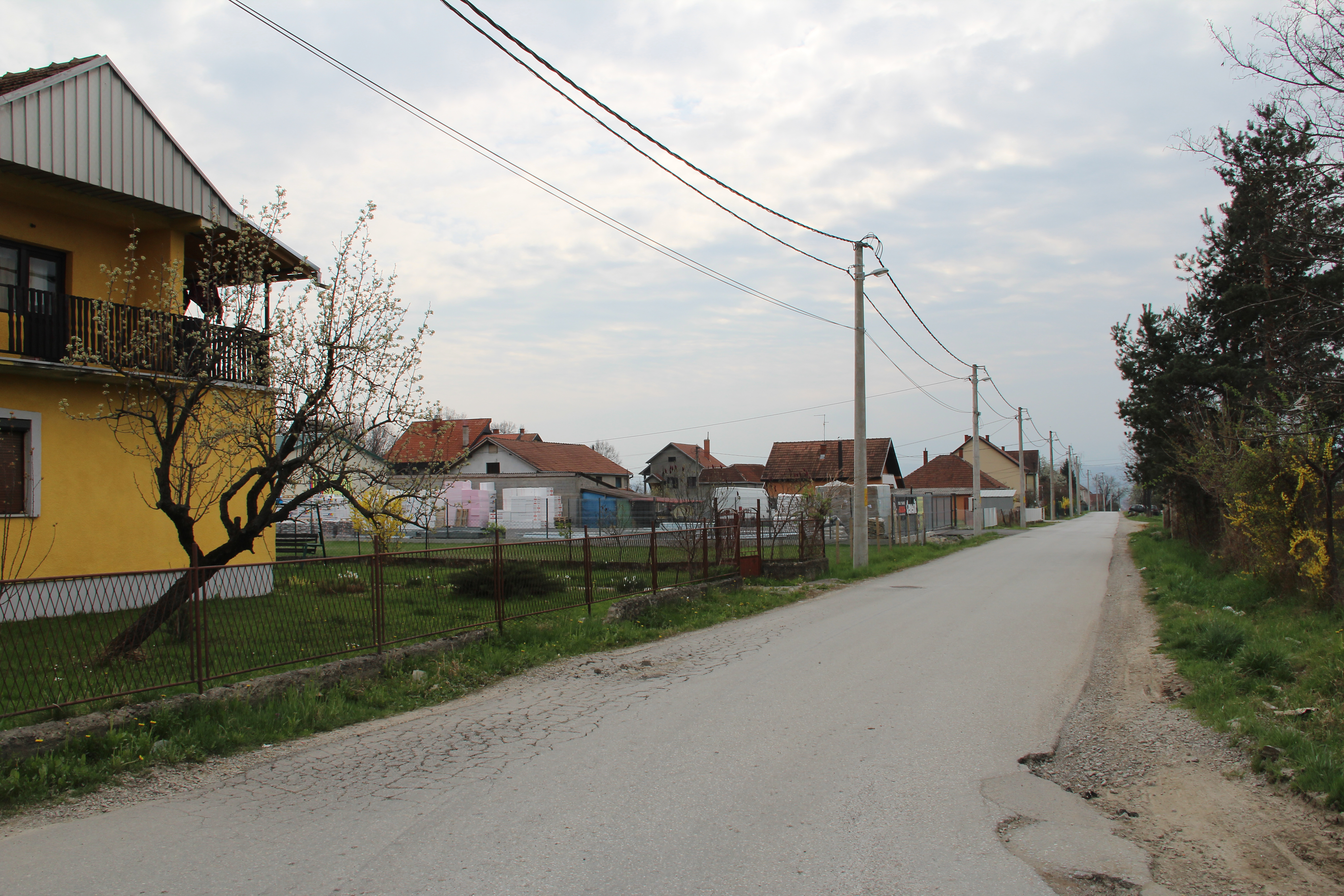
Goric - panorama